# Club Deportivo Castellón
O Club Deportivo Castellón é um clube de futebol espanhol da cidade de Castellón de la Plana na Província de Castellón. A equipe disputa a La Liga 2.

## História
O Clube Deportivo Castellón foi fundado em 20 de julho de 1922. No ano de 1941 conseguiu acesso a primeira divisão do Campeonato Espanhol. Em 1972 foi vice-campeão da Copa da Espanha perdendo a final para o Athletic Club de Bilbao e neste mesmo ano retornou a segunda divisão, é um clube que é associado ao Valencia CF da Primeira Divisão Espanhola.

## Títulos
Campeonato Espanhol - 2ª Divisão: 2 (1980-81) e (1988-89)

## Elenco
Atualizado em 2 de setembro de 2024.

Nota: Bandeiras indicam equipe nacional, conforme definido pelas regras de elegibilidade da FIFA. Os jogadores podem ter mais de uma nacionalidade não-FIFA.
| N.º |               | Posição | Jogador                                         |
| --- | ------------- | ------- | ----------------------------------------------- |
| 1   | Argentina     | G       | Gonzalo Crettaz                                 |
| 4   | Espanha       | M       | Israel Suero                                    |
| 5   | Espanha       | D       | Alberto Jiménez                                 |
| 6   | Países Baixos | M       | Thomas van den Belt (emprestado pelo Feyenoord) |
| 7   | Espanha       | M       | Sergio Moyita                                   |
| 8   | Nigéria       | A       | Kenneth Mamah                                   |
| 9   | Espanha       | A       | Jesús de Miguel                                 |
| 10  | Espanha       | A       | Raúl Sánchez                                    |
| 11  | Brasil        | A       | Douglas Aurélio                                 |
| 12  | Eslovénia     | A       | David Flakus Bosilj                             |
| 13  | Irã           | G       | Amir Abedzadeh                                  |
| 14  | Espanha       | D       | Óscar Gil                                       |
| 15  | Países Baixos | D       | Jetro Willems                                   |

| N.º |                                | Posição | Jogador              |
| --- | ------------------------------ | ------- | -------------------- |
| 16  | República Democrática do Congo | A       | Brian Cipenga        |
| 17  | Espanha                        | D       | Salva Ruiz (Capitão) |
| 18  | França                         | M       | Albert Lottin        |
| 19  | Espanha                        | M       | Dani Villahermosa    |
| 20  | Países Baixos                  | M       | Mats Seuntjens       |
| 21  | Espanha                        | M       | Álex Calatrava       |
| 22  | Países Baixos                  | D       | Daijiro Chirino      |
| 23  | Espanha                        | M       | Josep Calavera       |
| 24  | Guiné                          | A       | Ousmane Camara       |
| 27  | Espanha                        | D       | José Albert          |
| 30  | Estados Unidos                 | G       | Brian Schwake        |
| 33  | Países Baixos                  | D       | Jozhua Vertrouwd     |